# Enrique Ramón Morris de Olea
Enrique Ramón Morris de Olea, també conegut com a Henry Morris o Morris II, (Manila, 16 de juny 1876 - ?) fou un futbolista anglo-filipí de la dècada de 1900.

## Trajectòria
Nascut a les Filipines, de pare anglès i mare basca, arribà a Barcelona entre 1886 i 1890, on el seu pare fou nomenat Director de la Companyia de Tramvies de Barcelona, Eixample i Gràcia, juntament amb els seus germans Morris I i Morris III, també futbolistes.
Jugava a la posició d'extrem dret. Fou un dels pioners del futbol a la ciutat de Barcelona, on començà a practicar el futbol cap als anys 1890 a 1893. Va fundar i jugar a la Societat de Foot-ball de Barcelona.
Va ser jugador de l'Hispània AC entre 1901 i 1903, club on es proclamà campió de la Copa Macaya. Va reforçar el FC Barcelona en la final del primer Campionat d'Espanya l'any 1902. Entre 1903 i 1905 fou jugador del FC Barcelona, amb el qual guanyà el Campionat de Catalunya la segona de les temporades. També va aparèixer com a capità de l'Star FC el 1909.
Va lluitar a la Primera Guerra Mundial en l'aviació britànica, essent ferit.

## Palmarès
- Campionat de Catalunya de futbol:
  - 1901, 1905